# Александр IV (папа римский)
Александр IV (лат. Alexander PP. IV, в миру — Ринальдо Конти, граф Сеньи, итал. Rinaldo di Jenne dei Conti di Segni; ок. 1185, Енне — 25 мая 1261) — папа римский с 12 декабря 1254 года по 25 мая 1261 года.

## Биография
Родился около 1185 года в Енне в диоцезе Ананьи близ Рима. Сын Филиппо Конти ди Дженне. По матери он был членом семьи Конти ди Сеньи, графов Сеньи, давшей церкви пап Иннокентия III и Григория IX, а позднее — Иннокентия XIII. В 1209 году стал членом кафедрального капитула Ананьи. Получил докторскую степень в Парижском университете (до 1221 года). По некоторым данным, вступил в орден францисканцев, по другим — бенедиктинцев. Поставлен в субдиаконы около 1219 года. Капеллан папы Гонория III, затем — своего родственника кардинала Уголино Конти ди Сеньи (будущий папа Григорий IX), которого сопровождал во время его миссии в Ломбардии в 1221 г. Возведён в достоинство кардинала-дьякона с титулярной диаконией Сант-Эустакьо на консистории 18 сентября 1227 года. Камерленго Святой Римской церкви с 1227 г. Кардинал-епископ Остии и Веллетри с 21 октября 1232 года (или с 5 сентября 1231 г.). Назначался легатом в Витербо, Ломбардию, Ферентино; участвовал в переговорах с императором Фридрихом II (1237, 1240). Он стал деканом Священной коллегии кардиналов в 1244 году (или 1240). После смерти папы Иннокентия IV (7 декабря 1254 г.) Ринальдо был избран его преемником (12 декабря того же года).

### Папство
Александр IV, как и Иннокентий IV, взял на себя статус гаранта уважения императорского достоинства Конрадина, последнего из Гогенштауфенов, обещая ему защиту. Сам Папа Александр IV в 1255 году отлучил от церкви Манфреда Сицилийского, но без эффекта. Он не смог привлечь английского и норвежского королей для участия в крестовом походе против Манфреда. Рим к тому времени был полон сторонников гибеллинов, и папа был вынужден удалиться в Витербо.
Понтификат Александра был отмечен усилиями по воссоединению Восточной Православной церкви с католической церковью, учреждением инквизиции во Франции, милостями, предоставленными нищенствующим орденам и попыткой организовать крестовый поход против монголов после их вторжения в Польшу в 1259 году.
Незадолго до своей смерти Иннокентий IV предоставил сицилийскую корону Эдмунду, второму сыну английского короля Генриха III. Александр подтвердил дарение в 1255 году в обмен на 2000 унций золота в год, предоставление папе 300 рыцарей на три месяца, когда это требуется, и 135 541 марок возмещения расходов, понесенных папой на попытки вытеснения Манфреда из Сицилии. Неудачные попытки Генриха убедить своих подданных уплатить налоги, необходимые для удовлетворения потребностей Александра, были одной из причин начала конфликта между королём и парламентом, известного как Вторая баронская война. 12 апреля 1261 года, незадолго до своей смерти, Александр издал папскую буллу для короля Генриха, освободившую его от клятвы соблюдать Оксфордские провизии, что сыграло важную роль в войне.
В 1255 году Папа Римский даровал Миндовгу разрешение воевать против Даниила Галицкого, что испортило отношения между Галичем и Святым Престолом.

### Смерть
Александр IV умер 25 мая 1261 года в Витербо и был похоронен в Кафедральном соборе Витербо. Его могила была уничтожена во время ремонта в XVI веке.